# Wertheim
Wertheim este un oraș din landul Baden-Württemberg, Germania.